# The Crow (personage)
The Crow is een personage uit de  gelijknamige stripserie bedacht door James O'Barr. Het personage maakte zijn debuut in 1989. 
The Crow is een ondode vigilante die na te zijn vermoord uit de dood is herrezen dankzij een bovennatuurlijke kraai. Dit om het onrecht dat hem/haar is aangedaan recht te zetten. De identiteit van The Crow is in de verschillende strips en andere media door meerdere mensen gebruikt. De bekendste is Eric Draven. 

## Krachten en vaardigheden
The Crow is ondood en kan derhalve niet sterven. Tevens kan hij geen pijn voelen en genezen verwondingen die hem worden toegebracht onmiddellijk. Alleen de herinneringen aan zijn eigen overlijden kunnen hem nog pijn doen. Verwondingen die The Crow toebrengt aan zichzelf genezen minder snel. 
The Crow heeft bovenmenselijke spierkracht en zintuigen, waardoor hij vrijwel elke tegenstander de baas kan. Deze zintuigen maken hem tevens een ervaren jager. 
The Crow wordt altijd vergezeld door een kraai, die dienstdoet als zijn gids en link met het hiernamaals. Dankzij de kraai komt The Crow weer tot leven en krijgt hij zijn krachten. De kraai lijkt van buiten op een gewone vogel, maar voor The Crow is hij veel meer. Hij kan met hem praten en The Crow kan alles zien wat zijn kraai ziet. 
Als de kraai gewond raakt of sterft verliest The Crow zijn krachten en wordt weer sterfelijk. In de film The Crow: Salvation werd tevens getoond dat The Crow zijn krachten verliest als hij denkt dat zijn missie waarvoor hij is herrezen ten einde is. Dit is een zwakheid die in de strips en films vaak tegen The Crow wordt gebruikt. 

## Make-up
In alle "The Crow"-films behalve "The Crow: Salvation", draagt The Crow witte en zwarte make-up op zijn gezicht. In de eerste film werd deze make-up door Eric gekozen naar aanleiding van een masker dat hij in zijn appartement had. In de strips wordt niet vermeld waar deze make-up vandaan komt. In de televisieserie "The Crow: Stairway to Heaven" verschijnt de make-up automatisch wanneer Eric verandert in The Crow. 

## Alter-ego’s
De volgende personen hebben de identiteit van The Crow gebruikt:

### Eric/Eric Draven
De protagonist van de originele stripserie, alsmede de eerste film en de televisieserie. Eric werd The Crow een jaar nadat hij en zijn verloofde Shelley werden vermoord door een straatbende. Erics achternaam Draven is afkomstig uit de film. In de strip wordt hij enkel bij voornaam genoemd.
Eric werd in de film gespeeld door Brandon Lee, die tijdens de opnames stierf. In de televisieserie wordt de rol gespeeld door Mark Dacascos. 

### Joshua
The Crow uit de stripreeks Dead Time. Joshua is een indiaanse boer die samen met zijn vrouw en kind wordt vermoord door een groep geconfedereerde soldaten tijdens de Amerikaanse Burgeroorlog. Een eeuw later komt hij terug als The Crow om wraak te nemen op de soldaten, die zijn gereïncarneerd als een motorbende.

### Iris Shaw
Een vrouwelijke Crow uit de serie Flesh and Blood. Ze werd samen met haar ongeboren kind gedood door terroristen. In tegenstelling tot de meeste andere Crows kan zij niet genezen van verwondingen en is dus niet geheel onkwetsbaar.

### Ashe Corven
De protagonist uit de film The Crow: City of Angels. Ashe was een monteur die op een avond werd vermoord samen met zijn zoontje Danny. Ashe komt net als Eric een jaar na de moord terug om wraak te nemen op de drugsbende die verantwoordelijk was voor de moord, met name hun leider Judah Earl. 

### Michael Korby
De protagonist van de driedelige stripserie The Crow: Wild Justice. Michael en zijn vrouw komen om wanneer hun auto wordt gestolen. Hij wordt door twee kraaien teruggehaald uit de dood en krijgt zijn kracht van gorgonenbloed. 

### Mark Leung
The Crow uit het vierde deel van de stripreeks The Crow: Waking Nightmares. Leung en zijn vrouw zijn vermoord door de Chinese maffia. In plaats van zijn moordenaars op te jagen, redt Mark juist zijn twee dochters die zijn verkocht als slaven.

### Hannah Foster
Een vrouwelijke Crow uit de serie The Crow: Stairway to Heaven. Hannah Foster is samen met haar dochter vermoord. Ze is een speciale versie van The Crow genaamd een Spirit Crow. Ze probeert dan ook een balans te vinden tussen haar lust voor wraak en haar pogingen om vergeving te vinden.

### Alex Corvis
De protagonist van de film The Crow: Salvation. Alex is een man die ten onrechte is beschuldigd van het vermoorden van zijn vriendin en daarom ter dood wordt veroordeeld. Na te zijn gestorven op de elektrische stoel keert hij terug als The Crow. Hij is de enige Crow wiens make-up niet bewust is aangebracht of op mysterieuze wijze verschijnt; hij dankt zijn uiterlijk aan de littekens die hij opliep op de elektrische stoel.

### Jimmy Cuervo/Dan Cody
De protagonist uit de film The Crow: Wicked Prayer. Hij komt tevens voor in het boek waar deze film op gebaseerd is, maar draagt daarin de naam Dan Cody. In zowel het boek als de film worden hij en zijn vriendin vermoord door een groep satanisten als onderdeel van een ritueel. 

### William Blessing
De protagonist uit de roman The Crow: Quoth the Crow. Hij wordt The Crow nadat hij en zijn vrouw zijn gedood door een gothbende.

### Jared Poe
De protagonist uit het boek The Crow: The Lazarus Heart. Hij is een controversiële SM-fotograaf.

### Amy Carlisle
De protagonist van het boek The Crow: Clash by Night. Zij was de eigenares van een kinderdagverblijf en werd samen met enkele kinderen gedood door een militiegroepering. 

### Stephen Lelliott
De protagonist uit het boek The Crow: Temple of Night. Hij is een jonge Amerikaanse journalist die op het punt stond een groot geheim te ontdekken. 

### Billy en Dren
De protagonisten uit het boek The Crow: Hellbound. Dren is een demon die vergeving zoekt voor zijn daden en Billy een jonge crimineel die werkt voor een machtige misdaadbaron. De twee gebruiken de kracht van The Crow om hun leven te veranderen.

## In popcultuur
- De professionele worstelaar Steve Borden gebruikte make-up gelijk aan dat van The Crow.
- Jim Root, de gitarist van de band Slipknot, heeft een kostuum en make-up deels gebaseerd op The Crow.
- Eric Draven speelt mee in de aflevering "Cannot Be Erased, So Sorry" van Robot Chicken.